# Kommando Arājs
Das Kommando Arājs war eine berüchtigte lettische Hilfseinheit des deutschen Sicherheitsdienstes (SD) während des Zweiten Weltkriegs. Diese aus Freiwilligen bestehende Truppe war durch Erschießungen und Wachdienste maßgeblich am Holocaust in Lettland beteiligt. Bei den von dem Kommando ermordeten Personen handelte es sich meist um lettische Juden und Kommunisten. Die Gesamtzahl der direkten Todesopfer wird auf mindestens 26.000 Personen beziffert. Die Mannstärke der Einheit betrug während der Judenermordungen 1941 einige hundert Personen. Durch Ausbau und Eingliederung anderer lettischer SD-Hilfseinheiten wuchs die Personalstärke 1943 auf zeitweise bis zu 1500 Mann.

## Entstehung
Bereits zehn Tage nach dem deutschen Überfall auf die Sowjetunion begann die knapp vierjährige deutsche Besetzung Lettlands im Zweiten Weltkrieg, wobei Truppen der Wehrmacht die seit dem 17. Juni 1940 von der Sowjetunion besetzte lettische Hauptstadt Riga eroberten. Unmittelbar nach dem Ende der Kämpfe richteten sich am Nachmittag des 1. Juli Walter Stahlecker und Teile der von ihm geführten Einsatzgruppe A, die mit der Ermordung unerwünschter Bevölkerungsteile beauftragt war, in der Präfektur der Stadt ein. Hier hatte der ehemalige lettische Polizeioffizier Viktors Arājs eine Gruppe von etwa 30 ehemaligen Polizisten und Armeeangehörigen zur Verfügung der Deutschen versammelt. Nach einer Unterredung bestätigte Stahlecker am nächsten Tag Arājs als Führer eines lokalen lettischen „Sonderkommandos“.
Solchen an vielen Orten im Baltikum entstehenden SS-Sonderkommandos war die Ermordung von Juden und kommunistischen Funktionären zugedacht. Durch die Beteiligung von Einheimischen sollten die Erschießungen als spontane „Selbstreinigung“ der baltischen Völker dargestellt werden. Dementsprechend trugen die Leute in der Anfangszeit Zivilkleidung. Eine grüne Armbinde mit der Aufschrift „Sicherheitsdienst“ und einer Identifikationsnummer diente zur Erkennung. Die größte Altersgruppe der in den ersten Wochen rekrutierten Mitglieder des Kommandos war die 16- bis 21-Jährigen. Ab diesem Zeitpunkt wurden dem Arājs-Kommando lettische SD-Hilfseinheiten aus anderen Städten unterstellt, so dass die Personalstärke langsam anwuchs. Das Kommando Arājs wurde so mehr und mehr synonym mit der formellen Bezeichnung „lettische Hilfspolizei der Sicherheitspolizei und des SD“.  Als mobiles Tötungskommando glich es in seiner Struktur der vorgesetzten terroristischen Organisation, d. h. der Einsatzgruppe A.

## Holocaust
Viktors Arājs richtete sich im Haus Valdemāra-Straße 19 ein und veröffentlichte Freiwilligenaufrufe. Unter denen, sie sich als erste meldeten, waren viele ehemalige Donnerkreuzler und Mitglieder der lettischen Studentenverbindungen. Bereits bei den ersten Verhaftungen von reichen Juden waren Arājs-Leute involviert. Bei den pogromartig organisierten Ausschreitungen am 4. Juli war das Kommando für die Verbrennung der Synagogen in der Gogol- und Stabu-Straße verantwortlich. Jede Nacht wurden nunmehr von den Arājs-Leuten unterschiedlich große Gefangenengruppen aus den verschiedenen Gefängnissen Rigas mit Lastwagen in den Wald von Biķernieki gebracht und dort erschossen. Die Befehle dazu erfolgten meist direkt von der Leitung der Einsatzgruppe 2, insbesondere Kurt Krause, später Rudolf Lange. Auch nach Einrichtung des Ghettos hörten die Massenhinrichtungen nicht auf. Das Hauptquartier des Kommandos siedelte später nach Krišjāņa Barona-Straße 99 um.
Es wird angenommen, dass ein Großteil der 21.000 in lettischen Kleinstädten ermordeten Juden vom Kommando Arājs erschossen wurde. Mobile Erschießungskommandos von jeweils 40 bis 50 Mann wurden mittels lettischer Vorkriegsautobusse „Ikarus“ in andere Gegenden Lettlands transportiert. Gewöhnlich waren am Zielpunkt die Opfer von den örtlichen Stellen bereits gefangen gesetzt und Todes-Gruben vorbereitet worden. Die eigentlichen Exekutionen wurden dann von den Arājs-Leuten durchgeführt. Einige dieser Aktionen richteten sich auch gegen Insassen von psychiatrischen Krankenhäusern.
Beim Massaker von Rumbula am 30. November und 8. Dezember 1941 war das Arājs Kommando aktiv an der Räumung des Ghettos beteiligt. Bei der Durchkämmung der Häuser wurden diejenigen, die ihre Häuser wegen Krankheit, Altersschwäche oder aus Angst nicht verließen, erschossen. Der Massenmord war von Friedrich Jeckeln befohlen worden und die eigentlichen Hinrichtungen wurden von seinem persönlichen Stab ausgeführt. Bei der Einrichtung und Bewachung der Marschkolonnen zu den Gruben des Hinrichtungsortes waren ungefähr 1500 Letten beteiligt, darunter auch mindestens 800 Ordnungspolizisten des Kreises Riga.
Zu Beginn des Jahres 1942 waren in Riga stationierte Leute des Kommando Arājs in die Ermordungsaktionen von etwa 20.000 aus Westeuropa antransportierten Juden involviert. Die eigentliche Ausführung und Organisation der „Säuberungen“ wurde allerdings nunmehr vom SS- und Polizeigeneral Jeckeln und seinen Leuten durchgeführt.

## Wachdienste und Partisanenkampf
Bis Oktober 1941 war die Judenvernichtung in den Kleinstädten abgeschlossen und in Riga und Daugavpils Ghettos eingerichtet, damit war die eigentliche „Hauptfunktion“ der lettischen Erschießungskommandos beendet. Die SD-Führung ersann neue Aufgaben für das Arājs-Kommando, welches bis zum Jahr 1943 auf etwa 1200 Mann anwachsen sollte.
Am 22. Oktober 1941 wurde ein Bataillon aus 470 Arājs-Leuten zusammengestellt und zum Stab der Einsatzgruppe A bei Leningrad verlegt, um nach der Eroberung der Stadt die gewohnten Todesaktionen auszuführen. Da es hierzu niemals kam, wurden zwei lettische Kompanien militärisch ausgebildet und erstmals in Uniformen der Waffen-SS mit abweichenden Rangabzeichen eingekleidet. Bei einem Einsatz gegen Partisanen im rückwärtigen Bereich der Blauen Division wurde Stahlecker, der die Kampfgruppe persönlich führte, tödlich verletzt. Im Januar 1943 waren 154 Arājs-Leute bei Leningrad eingesetzt. Eine weitere etwa 300 Mann starke Gruppe des lettischen SD war 1942 in Minsk stationiert. Den deutschen Besatzungsbehörden unterstellt, hatte sie allgemeine Polizei- und Wachaufgaben, zu denen auch die Ermordung von Juden und Einsätze gegen Partisanen gerechnet wurden, zu erfüllen.
Vom Dezember 1941 bis Ende 1943 stellte das Kommando die Wachen für das KZ Salaspils.
Im November 1943 wurde der lettische Sicherheitsdienst in zwei Bataillone aufgeteilt: eines wurde von Viktors Arājs und das andere von Kārlis Ozols angeführt. Bis zum 1. Juli 1944 waren 108 lettische SD-Mitglieder an der Ostfront getötet worden, die Personalstärke betrug zu diesem Zeitpunkt noch 847 Leute. Mit der Eroberung Lettlands durch die Rote Armee wurde das Bataillon Arājs aufgelöst und die Leute auf verschiedene Einheiten der lettischen Legion aufgeteilt. Das Bataillon Ozols wurde geschlossen in das 7. Lettische Grenadierregiment überführt und kämpfte bis Kriegsende im Kurlandkessel. Reste des lettischen Sicherheitsdienstes wurden unter dem Befehl Jeckelns im Kurlandkessel zur Bekämpfung von lettischen Partisanen, unter anderem der Kurelis-Einheiten, verwendet.

## Verbleib bekannter Angehöriger
Eine sowjetische Sonderkommission zur Untersuchung von Nazi-Verbrechen machte bis 1946 244 Mitglieder des Kommando Arājs ausfindig und verurteilte diese. Arājs selbst lebte unter falscher Identität in Deutschland, bis 1975 ein Strafprozess gegen ihn eröffnet wurde. Herberts Cukurs wurde 1965 in Uruguay von Agenten des Mossad umgebracht. Konrāds Kalējs starb 2001 in Australien und entging so einem Strafprozess. Auch gegen den bekannten australischen Schachspieler Kārlis Ozols kam kein Prozess zustande. Von einem Offizier des Kommandos, Boriss Kinstlers, ist bekannt, dass er nach dem Krieg Karriere bei der sowjetischen Geheimpolizei machte.
Stanislavs Steins (* 1916) beschaffte sich zu Ende des Zweiten Weltkriegs andere Personalpapiere. Unter Nutzung seiner russischen Sprachkenntnisse erschlich er sich als Alexander Schrams eine Tätigkeit als Dolmetscher bei einer sowjetischen Baueinheit in Potsdam, dann im VEB Spezialbau Potsdam. Er wurde erst 1977 enttarnt und 1979 vom Bezirksgericht Potsdam wegen Kriegsverbrechen und Verbrechen gegen die Menschlichkeit zu einer lebenslangen Freiheitsstrafe verurteilt. Er war in der Untersuchungshaftanstalt des MfS Berlin-Hohenschönhausen inhaftiert.

## Andere Einheiten des lettischen Sicherheitsdienstes
Viele lettische SD-Einheiten in der Provinz wurden nach und nach Arājs unterstellt. Noch vor der Eroberung Rigas bildete der Journalist und Antisemit Mārtins Vagulanis in Jelgava und Umgebung eine größere Organisation, die selbständig Exekutionen durchführte. In Riga selbst existierten im Juli 1941 noch mindestens zwei weitere ähnliche Sonderkommandos „Teidemans“ und „Rikards“, die beide später Arājs unterstellt wurden. Ein lettgallisches Sonderkommando des SD von 75 Leuten wurde 1943 in das Arājs-Kommando integriert.